# علیرضا توکل شعار
علیرضا توکل شعار (۱۳۵۹–۱۳۳۳) فعال سیاسی ضد حکومت پهلوی که در ۲۱ بهمن ۱۳۵۹ در شهر سن آنتونیو ترور و کشته شد.

## زندگی‌نامه
علیرضا توکل شعار در یکم تیرماه ۱۳۳۳ در خانواده ای سنتی در اراک متولد شد و پس از مدتی به همراه خانواده به تهران مهاجرت کرد و در محله چهارصد دستگاه نازی‌آباد نونهالی و نوجوانی خود را سپری نمود. پدر او مرتضی توکل شعار، نجار اداره سیلوی تهران بود. او در سال ۱۳۵۰ و در ۱۷ سالگی موفق به اخذ دیپلم متوسطه شد و در سازمان ثبت احوال کشور مشغول به کار گردید. از همین دوران ضمن آشنایی با افکار سید محمود طالقانی و نیروهای مذهبی فعالیت سیاسی خود را ضد رژیم پهلوی آغاز کرد.
وی در سال ۵۶ برای ادامه تحصیل در رشته مهندسی راه و ساختمان به آمریکا رفت.

## برخورد نهادهای امنیتی آمریکا با دانشجویان ایرانی

اطلاعات، پنجم اسفند ۱۳۵۹.

بلافاصله پس از پایان گروگان‌گیری در سفارت ایالات متحده آمریکا برخورد نهادهای امنیتی آمریکا و پلیس فدرال با فعالین سیاسی ایرانی آغاز شد.
روزنامه اطلاعات در ۳۰ بهمن ۱۳۵۹ دراین باره نوشت:
«با اوج‌گیری فعالیت جمعی دانشجویان ایرانی در خارج از کشور راهپیمایی‌های آرام و سپس شعارهای کوبنده علیه امپریالیست‌ها و نوکرانشان شکل گرفت که دانشجویان با حمله وحشیانه پلیس آمریکا مواجه و در زندان‌های رژیم آمریکا حبس شدند. بعد از اشغال لانه جاسوسی و شروع تظاهرات و راهپیمایی‌ها و اعتصاب غذا مقابل کاخ سفید، شدیداً به سیاست مزورانه حکومت جنایت کار و استثمارگر آمریکا اعتراض کردند. آمریکایی‌ها که ادعا می‌کنند جاسوسانشان شکنجه شده‌اند، خود با رفتاری وحشیانه و … به شکنجه و آزار و حتی شهادت دانشجویان مبارز ما در خارج دست زدند».

## ترور و مرگ

توکل شعار که پس از دانشگاه اوکلاهاما برای ادامه تحصیل به سن آنتونیو نقل مکان کرده بود، در ۹ فوریه ۱۹۸۱ در حدود ساعت ۹ شب به وقت محلی برابر با ۶ بامداد ۲۱ بهمن ۱۳۵۹ به ضرب دو گلوله به سینه‌اش در محل کار خود ترور شد و به قتل رسید. جنازه او با پی گیری وزارت امورخارجه ایران و وزارت بهداشت ایران در صبح ۶ اسفند ۱۳۵۹ به فرودگاه مهرآباد رسید و پس از تشییع در قطعه ۲۴ بهشت زهرا ردیف ۶۲ شماره ۲۰ به خاک سپرده شد.
روزنامه اطلاعات در ۵ اسفند ۱۳۵۹ چگونگی ترور را چنین بیان کرد:
«علیرضا توکل شعار- ۲۶ ساله دانشجوی رشته مهندسی راه و ساختمان فرزند مرتضی به وسیلهٔ دو نفر آمریکایی در تاریخ ۵۹/۱۱/۲۰ به شهادت رسیده است و در ۱۱/۲۳ وزارت خارجه خبر آن را به خانواده‌اش داد. بنا به گزارش پلیس آمریکا نامبرده در حالی که در شهر سن آنتونیو واقع در ایالت تگزاس مشغول به کار بود، توسط دو نفر به قتل رسیده است. پلیس آمریکا تاکنون اطلاعات بیشتری به دست نداده است. دانشجویان مقیم آمریکا معتقدند که قاتلین دستگیر شده‌اند. لکن پلیس از تأیید نظر آنان امتناع می‌نماید. دانشجو عبدالرضا شاهان نیز درست به همین ترتیب در یک سوپرمارکت توسط دو نفر آمریکایی در اوکلاهاماسیتی به شهادت رسیده است. روزنامه اطلاعات (حدوداً) پنج‌شنبه ۵۹/۱۱/۳۰ جریان دو قتل را گزارش کرده است. قرار است جنازه این شهید فردا ساعت ۷ و نیم صبح در فرودگاه مهرآباد به خانواده‌اش تحویل و در قطعه شهداء در بهشت زهرا دفن گردد. این است نمونهٔ دیگری از هزاران جنایت آمریکا در حق مردم بپاخاستهٔ ایران».

## یادبودها
تاکنون یک دوره رقابت‌های تکواندو قهرمانی کشور، گرامیداشت وی برگزار شده است، هم چنین کتاب ساختار سیاسی اجتماعی لبنان و تأثیر آن بر پیدایش جنبش امل به علیرضا توکل شعار تقدیم گردیده است.